# Рејсон (Оклахома)
Рејсон (енгл. Reydon) град је у америчкој савезној држави Оклахома.

## Демографија
По попису из 2010. године број становника је 210, што је 33 (18,6%) становника више него 2000. године.
| Група             | 2000.       | 2010.       |
| Белци             | 167 (94,4%) | 184 (87,6%) |
| Афроамериканци    | 1 (0,6%)    | 0 (0,0%)    |
| Азијати           | 0 (0,0%)    | 0 (0,0%)    |
| Хиспаноамериканци | 7 (4,0%)    | 21 (10,0%)  |
| Укупно            | 177         | 210         |